# Крестовоздвиженская церковь (Нежин)
Крестовоздвиженская церковь — православный храм в Нежине, памятник архитектуры местного значения.

## История
Церковь построена в 1775 году в стиле барокко на Воздвиженской улице в предместье Нежина Магерки. Возведена на месте деревянной церкви Петра и Павла 1620 года. Храм построен на средства нежинского полковника Петра Ивановича Разумовского.
Каменный, однокупольный, центрический храм с четырёхлепестковым планом (тетраконх) к которому примыкают три (не четыре) апсиды (выступа полуциркульных в плане). В 1860 году с западной стороны по проекту уездного землемера Фаловича была пристроена тёплая церковь с двухъярусной колокольней.
В советский период храм был закрыт, использовался городским отделом кинопроката в качестве закрытого зрительского зала и фильмохранилища.
В начале 1990-х годов храм был передан религиозной общине.